# William Kingdon Clifford
William Kingdon Clifford angleški matematik in filozof , * 4. maj, 1845, Exeter, grofija Devon, Anglija, † 3. marec 1879, Madeira, Portugalska.

## Življenje
Clifford se je rodil v Exetru v grofiji Devon v jugozahodni Angliji. Obiskoval je Kraljevi kolidž v Londonu in Kolidž Trinity v Cambridgeu. V letu 1871 je postal profesor matematike na Univerzitetnem kolidžu v Londonu. 

## Delo
Sodeloval je z nemškim polihistorjem Hermannom Güntherjem Grassmannom (1809 – 1877). Na osnovi dela z njim je vpeljal posebno vejo matematike, ki se sedaj imenuje geometrijska algebra ali njemu v čast tudi Cliffordova algebra. Prvi je tudi predpostavil, da je težnost posledica geometrije. Ukvarjal se je z neevklidsko geometrijo. 
V letu 1870 je v delu On the Space-Theory of Matter trdil, da sta energija in snov samo različni obliki ukrivljenosti prostora. Ta zamisel je igrala pomembno vlogo v Einsteinovi splošni teoriji relativnosti.
Clifford je najbolj znan po Cliffordovi algebri, vrsti asociativne algebre, ki posplošuje kompleksna števila, kvaternione in bikvaternione. 
Clifford je bil tudi pomemben filozof.